# سفوتتان
سفوتتان (به انگلیسی: Cefotetan) یک آنتی‌بیوتیک تزریقی از نوع سفامایسین است که برای پیشگیری و درمان عفونت‌های باکتریایی استفاده می‌شود. این دارو غالباً با سفالوسپورینهای نسل دوم گروه بندی می‌شوند و دارای طیف ضد باکتری مشابهی با آن‌ها می‌باشد با این تفاوت که این آنتی‌بیوتیک، باکتری‌های غیر هوازی را نیز مهار می‌کند.
سفوتتان در ژاپن توسط شرکت یامانوچی تولید می‌شود و در خارج از ژاپن توسط شرکت آسترازنکا با نام‌های تجاری Apatef و Cefotan به بازار عرضه می‌شود.